# Ab Schuurmans
Ab Schuurmans (14 december 1952) is een Nederlands voormalig voetbalscheidsrechter die van 1987 tot 1996 in het Betaald voetbal floot. In 1999 moest hij noodgedwongen afscheid nemen van het voetbal door lichamelijke klachten. Hij maakte zijn debuut in de Eerste divisie op 29 augustus 1987  in het duel SC Veendam - Excelsior (4-1). Twee maanden later leidde hij reeds in de Eredivisie, op 31 oktober 1987 floot hij FC Volendam - FC Den Bosch (0-3).